# Shane Duffy
Shane Patrick Michael Duffy (ur. 1 stycznia 1992 w Londonderry) – irlandzki piłkarz występujący na pozycji obrońcy w Brighton & Hove Albion.

## Kariera klubowa

### Everton
Duffy swoją dobrą grą przyciągnął uwagę Davida Moyesa. W listopadzie 2008 roku trener Evertonu ściągnął go na Goodison Park. W grudniu 2009 roku Irlandczyk zadebiutował w pierwszym zespole w meczu ligi europejskiej z AEK Ateny, zmieniając kontuzjowanego Sylvaina Distin.
Debiut w Premier League nastąpił 11 stycznia 2012 roku w meczu z Tottenhamem Hotspur.

#### Burnley
24 marca 2011 roku został wypożyczony do Burnley na 28 dni z opcją przedłużenia do końca sezonu 2010/11. Debiut nastąpił w meczu z Ipswich Town, grał całe spotkanie.

#### Scunthorpe United
1 września 2011 roku Everton wypożyczył Irlandczyka do Scunthorpe United, zadebiutował 10 września w meczu z Sheffield United, został zawodnikiem meczu. Jednakże 5 stycznia 2012 roku musiał wrócić z wypożyczenia.

#### Yeovil Town
26 września 2013 roku został wypożyczony do Yeovil Town na miesiąc, później wypożyczenie zostało przedłużone o kolejne dwa miesiące. 1 stycznia 2014 roku nastąpiło kolejne przedłużenie tym razem do końca sezonu 2013/2014.

### Blackburn Rovers
1 września 2014 roku Shane Duffy przeniósł się do Blackburn Rovers, związał się trzyletnim kontraktem.

### Brighton & Hove Albion F.C.
26 sierpnia 2016 roku, za kwotę 5,25 mln euro przeniósł się do Brighton & Hove Albion. W zespole The Seagulls, środkowy obrońca stał się centralną postacią i w kwietniu 2017 roku wywalczył z nim pierwszy od 1983 roku awans do Premier League.

### Celtic F.C.
W sezonie 2019/20, Shane Duffy nie odgrywał już tak znaczącej roli w zespole Brighton & Hove Albion. W związku z perspektywą spędzania większej ilości czasu na ławce rezerwowych również w kolejnym sezonie, Duffy zdecydował się na zmianę barw klubowych. 2 września 2020 roku, Celtic poinformował o zakontraktowaniu Irlandczyka na zasadzie wypożyczenia do końca sezonu 2020/21. 12 września 2020 roku, Duffy zadebiutował w barwach The Bhoys w ligowym meczu z Ross County. Celtic zwyciężył 5:0, a Duffy zdobył premierowego gola w nowych barwach.

## Kariera reprezentacyjna
Początkowo występował w młodzieżowych reprezentacjach Irlandii Północnej, jednakże zdecydował, że będzie reprezentował Irlandię. 6 czerwca 2014 roku zadebiutował w meczu z Kostaryką.